# Fülöp Ernő
Fülöp Ernő (Bușteni, 1930. január 5. – Brassó, 2012. március 30.) magyar újságíró, szerkesztő.

## Életrajz
Elemi és középiskolai tanulmányait Brassóban végezte, a kolozsvári agrártudományi intézetben agrármérnöki képesítést szerzett. 1954-től dolgozott az Előre szerkesztőségében; 1976-ig rovatvezető, majd főszerkesztő-helyettes. Riportjaiban a mezőgazdaság átalakítását mutatta be, A Küküllő-mente aranya (1962) című sorozatát Beke Györggyel együtt írta. Szerepelt az Ide besüt a nap (Az Előre Kiskönyvtára 1975) című riportválogatásban, önálló összeállítása: Virágoskönyv (Az Előre Kiskönyvtára 1975).